# Данилівка (Синельниківський район)
Дани́лівка — село в Україні, у Синельниківському районі Дніпропетровської області. Входить до складу Покровської селищної громади. Населення становить 355 осіб. Колишній орган місцевого самоврядування — Вишнівська сільська рада.

## Географія
Село Данилівка знаходиться на лівому березі річки Янчул, яка через 3,5 км впадає в річку Гайчул, вище за течією на відстані 1 км розташоване село Єгорівка. Поруч проходить автомобільна дорога Р85.

## Історія
Утворене в 1861 році.
Поміщик на ім'я Данило Гнидін (звідси й назва села) відвів селянам найгірші глинисті землі. Першими поселенцями були кріпаки. Власних прізвищ вони не мали, а оскільки були привезені поміщиком з Гуцульщини, то й називали їх просто «гоцулями». Чимало таких прізвищ збереглося й донині.
За розповідями найстаріших жителів села Антона Полікарповича Мойсеєнка та Костянтина Павловича Гуцулі, село було велике і розташоване на правому березі степової річки Янчур. Річки Гайчур та Янчул були глибокими, по них навіть ходили пароплави.
За даними Х держревізії в 1859 році в селі в 13 дворах проживало 145 жителів. Селяни робили на пана через день. За свою Тяжку працю вони нічого не одержували. Добру воду брали з колодязя біля річки, але згодом знайшли її нове русло і викопали новий колодязь, який зберігається і донині. Школа містилася в людських хатах. Підручників було зовсім мало і тому селянські діти могли закінчити лише перші початкові класи.
Напередодні Першої світової війни с. Данилівка мало 32 двори, 192 жителі та школу.
Після жовтневого перевороту було створено комітет незаможних селян, діяльність яких очолив М. О. Сокіл. Активну участь в ньому брали П. Н. Мойсеєнко, М. Н. Кобзар.
Починаючи з 1924 року Данилівні стали організовано переселятися з правого глинистого берега річки на багате чорноземом лівобережжя. Декілька сімей лишилося жити на старому місці. У 1929 році активісти організували колгосп із своєрідною назвою «П'ятирічка — в 4 роки». Першим головою колгоспу був М. О. Сокіл.
Під час Німецько-радянської війни німецькі війська під час відступу спалили бригадні двори, будівлі, клуб та половину села. Крім того зірвали залізобетонний міст через річку Янчур.
У повоєнні роки село дуже змінилося. Виросли нові житлові будинки, приміщення школи, дитсадка, кафе, контори колгоспу.
12 червня 2020 року, відповідно до розпорядження Кабінету Міністрів України № 709-р від «Про визначення адміністративних центрів та затвердження територій територіальних громад Дніпропетровської області», увійшло до складу Покровської селищної громади.
19 липня 2020 року, в результаті адміністративно-територіальної реформи і ліквідації Покровського району, село увійшло до складу новоутвореного Синельниківського району.

## Населення

### Мова
Розподіл населення за рідною мовою за даними перепису 2001 року:
| Мова       | Кількість | Відсоток |
| ---------- | --------- | -------- |
| українська | 321       | 90.42%   |
| російська  | 34        | 9.58%    |
| Усього     | 355       | 100%     |

## Постаті
- Грінченко Микола Вікторович (1983—2015) — старший солдат Збройних сил України, учасник російсько-української війни.